# 5-Oksopent-3-en-1,2,5-trikarboksilatna dekarboksilaza
5-Oksopent-3-en-1,2,5-trikarboksilatna dekarboksilaza (EC 4.1.1.68, 5-karboksimetil-2-okso-heks-3-en-1,6-dioatna dekarboksilaza, 5-oksopent-3-en-1,2,5-trikarboksilatna karboksilijaza) je enzim sa sistematskim imenom 5-oksopent-3-en-1,2,5-trikarboksilat karboksilijaza (formira 2-oksohept-3-enedioat). Ovaj enzim katalizuje sledeću hemijsku reakciju
5-oksopent-3-en-1,2,5-trikarboksilat {\displaystyle \rightleftharpoons } 2-oksohept-3-enedioat + CO2

## Literatura
- Nicholas C. Price; Lewis Stevens (1999). Fundamentals of Enzymology: The Cell and Molecular Biology of Catalytic Proteins (Third изд.). USA: Oxford University Press. ISBN 019850229X.
- Eric J. Toone (2006). Advances in Enzymology and Related Areas of Molecular Biology, Protein Evolution (Volume 75 изд.). Wiley-Interscience. ISBN 0471205036.
- Branden C; Tooze J. Introduction to Protein Structure. New York, NY: Garland Publishing. ISBN 0-8153-2305-0.
- Irwin H. Segel. Enzyme Kinetics: Behavior and Analysis of Rapid Equilibrium and Steady-State Enzyme Systems (Book 44 изд.). Wiley Classics Library. ISBN 0471303097.

## Spoljašnje veze
- 5-oxopent-3-ene-1,2,5-tricarboxylate+decarboxylase на 